# Boeing 314
Boeing 314 "Clipper" var en propellerdriven, fyrmotorig långdistansflygbåt som producerades av Boeing Airplane Company mellan 1938 och 1941. Det blev deras sista sjöflygplan. Totalt byggdes 12 exemplar, 6 stycken 1938, och 1941 ytterligare 6 av en förbättrad modell kallad B-314A. Planet användes av Pan Am, och senare även av BOAC och US Navy.
I februari 1939 sattes planet in som förstärkning på Pan Am:s rutt från San Francisco till Manila (och vidare efter byte av plan till Hong Kong), och började 20 maj 1939 flyga post till Portugal. Den 26 juni 1939 sattes det in på den första kommersiella, transatlantiska passagerarlinjen från New York i USA via Newfoundland till Southampton i Storbritannien. I augusti samma år började den flyga på den redan startade rutten till Nya Zeeland. När andra världskriget bröt ut samma år, fick emellertid den nordatlantska rutten överges och planen sättas in på andra rutter, framför allt den redan startade till Portugal, men också till andra destinationer som bland annat Västafrika via Brasilien. Planen användes också som militära persontransportplan, främst av US Navy, men tre såldes till brittiska staten, som lät BOAC flyga dem åt militären. Bland annat brukade Winston Churchill åka med dem.
Ett av planen havererade vid Lissabon i februari 1943, medan ett annat sänktes av US Navy i november 1945. Ytterligare ett förstördes i oktober 1947. Vid haveriet 1943 i Lissabon omkom 24 personer.
Efter kriget hade tekniken kring stora landflygplan gått framåt, vilket gjorde de kommersiella passagerarflygbåtarna omoderna. Pan Am upphörde därför med sin flygbåtsverksamhet 1946, och sålde planen till mindre operatörer. Plantypen var i bruk fram till 1951.
Kostnaden för att åka som passagerare var hög, så möjligheten att flyga med detta plan var få förunnat då kostnaden låg i klass med en flygtur med Concorde. 
Lyxen var påtaglig; passagerarna satt i sex ljudisolerade kupéer samt en "lyxkupé", även känd som "bröllopssviten". Under nattflygningar bäddades kupéerna om till sängar som på sovkupéer på ett tåg. Lagad mat serverades på porslin i en särskild matsal, som utanför måltiderna fungerade som ett sällskapsrum. Övre däck inrymde bland annat cockpit med radio- och navigationsutrymmen, samt bagageutrymmen. Där fanns även viloutrymmen för besättningen.
Idag är inget bevarat, men det var det största sjöflygplanet i kommersiell trafik när det flög.
Boeing 314 Clipper är skådeplatsen i boken "Över mörka vatten" av Ken Follett.